# 3/24
3/24 е информационен телевизионен канал от автономна област Каталония, Испания. Стартира през 2003 г. Той е собственост на обществената Телевизия на Каталония (TVC). Седалището му е разположено в град Сант Жоан Деспи, провинция Барселона, автономна област Каталония.

## История
Каналът стартира на 11 септември 2003 г. по инициатива на каталонската обществена телевизия за развитие на цифрова наземна телевизия в Каталуния. През април 2015 г. каналът спира излъчването си на Балеарските острови, заедно с каналите El 33 и Super3 (които работят на същата честота) в резултат на реорганизацията на регионалното радио пространство. През декември 2015 г. възстановява излъчването си. По време на карантината заради пандемията от COVID-19 през пролетта на 2020 г. каналът започва да споделя предаванията си с каталонския канал TV3. На 16 януари 2024 г. каналът променя своята картина от 576i SD на 1080i HD, както правят всички останали канали, собственост на Телевизията на Каталония.